# Dzbonie
Dzbonie – wieś sołecka w Polsce położona w województwie mazowieckim, w powiecie ciechanowskim, w gminie Opinogóra Górna.
W latach 1954–1957 wieś należała i była siedzibą władz gromady Dzbonie, po jej zniesieniu w gromadzie Opinogóra Górna. W latach 1975–1998 miejscowość administracyjnie należała do województwa ciechanowskiego.
Miejscowość leży na trasie Ciechanów - Przasnysz, przy drodze wojewódzkiej DW617. Znajduje się w tam szkoła podstawowa. Na terenie wsi funkcjonuje jednostka OSP.